# Wonokusumo (Semampir)
Wonokusumo is een bestuurslaag in het regentschap Soerabaja van de provincie Oost-Java, Indonesië. Wonokusumo telt 52.629 inwoners (volkstelling 2010).